# Lista de comunidades autónomas da Espanha por área
Esta é uma lista das comunidades autónomas da Espanha ordenadas por área.
| Posição | Nome                  | Área        | Percentagem |
| ------- | --------------------- | ----------- | ----------- |
| 1       | Castela e Leão        | 94 223 km²  | 18,6%       |
| 2       | Andaluzia             | 87 268 km²  | 17,2%       |
| 3       | Castilla-La Mancha    | 79 463 km²  | 15,7%       |
| 4       | Aragão                | 47 719 km²  | 9,4%        |
| 5       | Estremadura           | 41 634 km²  | 8,2%        |
| 6       | Catalunha             | 32 114 km²  | 6,3%        |
| 7       | Galiza                | 29 574 km²  | 5,8%        |
| 8       | Valência              | 23 255 km²  | 4,6%        |
| 9       | Múrcia                | 11 313 km²  | 2,2%        |
| 10      | Astúrias              | 10 604 km²  | 2,1%        |
| 11      | Navarra               | 10 391 km²  | 2,1%        |
| 12      | Comunidade de Madrid  | 8 028 km²   | 1,6%        |
| 13      | Ilhas Canárias        | 7 447 km²   | 1,5%        |
| 14      | País Basco            | 7 234 km²   | 1,4%        |
| 15      | Cantábria             | 5 321 km²   | 1,0%        |
| 16      | La Rioja              | 5 045 km²   | 1,0%        |
| 17      | Ilhas Baleares        | 4 992 km²   | 1,0%        |
| 18      | Possessões espanholas | 33 km²      | 0,01%       |
| TOTAL   | TOTAL                 | 505 988 km² | 100%        |